# Wladimir Nikolajewitsch Sukatschow
Wladimir Nikolajewitsch Sukatschow (russisch Владимир Николаевич Сукачёв, wiss. Transliteration Vladimir Nikolaevič Sukačëv, auch englisch transkribiert Vladimir Nikolaevic Sukacev; * 26. Maijul. / 7. Juni 1880greg. in Alexandrowka, Gouvernement Charkow, heute Ukraine; † 9. Februar 1967 in Moskau) war ein russischer Forstwissenschaftler und Geobotaniker. Sein offizielles botanisches Autorenkürzel lautet Sukaczev.

## Leben und Wirken
Sukatschow studierte bis 1902 Forstwirtschaft und besonders Botanik am Institut für Forstwirtschaft in Sankt Petersburg. Einflussreiche Lehrer waren Iwan Borodin und Georgi Morosow. Nach seinem Abschluss war er Assistent am Lehrstuhl für Botanik, dann von 1919 bis 1941 Professor und Leiter des von ihm begründeten Lehrstuhls für Dendrologie und Pflanzensystematik in Leningrad. 1934 bis 1948 er war Direktor des Naturreservats Wald an der Worskla. 1941 bis 1942 wirkte er als Ordinarius für biologische Wissenschaften am Forsttechnischen Institut in Swerdlowsk im Ural. 1943 wurde er volles Mitglied der Akademie der Wissenschaften der UdSSR.
Ab 1944 baute er das Institut für Forstwirtschaft der Akademie der Wissenschaften der Sowjetunion in Krasnojarsk auf. Gleichzeitig war er von 1944 bis 1948 Professor am Forsttechnischen Institut sowie 1946 bis 1953 Professor für Botanische Geographie an der Universität Moskau.
Sukatschow arbeitete mit pollenanalytischen Methoden auf dem Gebiet der Paläobotanik, er war Moorkundler, Vegetationskundler (Phytocoenologe) und gilt als Begründer der Biozönologie als neuer Disziplin.
Er führte den Begriff der Biogeozönose in die ökologische Wissenschaft ein, der funktionell (nicht bezüglich der Dimension) dem des Ökosystems entspricht.

## Nach Sukatschow benannte Taxa
Zu Ehren von Sukatschow sind mehrere Taxa benannt:
- Aira sukatschewii Popl. ex Roshev.
- Deschampsia sukatschewii Roshev.
- Saussurea sukaczevii Lipsch.
- Senecio sukaczevii Schischk.
- Syncalathium sukaczevii Lipsch.
- Tephroseris sukaczevii (Siskin) Holub
- Betula ×sukaczewii Soczava
- Climacoptera sukaczevii Botsch.
- Salsola sukaczevii (Botsch.) A.J.Li
- Sedum sukaczevii Maximova
- Carex sukaczovii V.I.Krecz.
- Astragalus sukaczevii Derviz-Sokolova & Elenevsky
- Aconitum sukaczevii Steinb.
- Pulsatilla sukaczewii Juz.
- Alchemilla sukaczevii V.N.Tikhom.
- Ulmus sukaczevii Andronov
- Viola ×sukaczewii Vl.V.Nikitin